# 2005-ös U17-es labdarúgó-világbajnokság
A 2005-ös U17-es labdarúgó-világbajnokságot Peruban rendezték 2005. szeptember 16. és október 2. között. 16 válogatott vett részt a tornán. A világbajnokságon 1988. január 1. után született labdarúgók vehettek részt. A tornát Mexikó nyerte meg.

## Helyszínek
| Város    | Stadion               | Befogadóképesség |
| -------- | --------------------- | ---------------- |
| Lima     | Nacional Stadion      | 47 000           |
| Chiclayo | Elias Aguirre Stadion | 25 000           |
| Iquitos  | Max Augustín Stadion  | 25 000           |
| Piura    | Miguel Grau Stadion   | 26 550           |
| Trujillo | Mansiche Stadion      | 25 000           |

## Csapatok
| Szövetség                                         | Selejtező torna                                 | Csapatok                               |
| ------------------------------------------------- | ----------------------------------------------- | -------------------------------------- |
| AFC (Ázsia)                                       | 2004-es U-17-es Ázsia-kupa                      | Kína · Észak-Korea · Katar             |
| CAF (Afrika)                                      | 2005-ös U-17-es Afrika-kupa                     | Gambia · Ghána · Elefántcsontpart      |
| CONCACAF (Észak és Közép-amerikai, Karibi térség) | 2005-ös U-17-es CONCACAF-aranykupa              | Egyesült Államok · Mexikó · Costa Rica |
| CONMEBOL (Dél-Amerika)                            | 2005-ös U17-es dél-amerikai Labdarúgó-bajnokság | Brazília · Uruguay                     |
| OFC (Óceánia)                                     | 2005-ös U17-es óceániai Selejtező-torna         | Ausztrália                             |
| UEFA (Európa)                                     | 2005-ös U17-es labdarúgó-Európa-bajnokság       | Törökország · Hollandia · Olaszország  |
| Rendező ország                                    | Rendező ország                                  | Peru                                   |

## Csoportkör
A csoportok első két helyezettje jutott tovább a negyeddöntőkbe, onnantól egyeneses kieséses rendszerben folytatódtak a küzdelmek.
| Jelmagyarázat                                                            |
| ------------------------------------------------------------------------ |
| A csoportok első két helyezettje bejutott az egyenes kieséses szakaszba. |
| A csoportok harmadik és negyedik helyezettjei kiestek.                   |

Minden időpont helyi idő szerinti (UTC-5)

### A csoport
| Csapat     | M | Gy | D | V | G+ | G– | Gk | P |
| ---------- | - | -- | - | - | -- | -- | -- | - |
| Costa Rica | 3 | 1  | 2 | 0 | 4  | 2  | +2 | 5 |
| Kína       | 3 | 1  | 2 | 0 | 3  | 2  | +1 | 5 |
| Ghána      | 3 | 0  | 3 | 0 | 3  | 3  | 0  | 3 |
| Peru       | 3 | 0  | 1 | 2 | 1  | 4  | –3 | 1 |

| 2005. szeptember 16. 17:00 |

| Kína     | 1–1               | Costa Rica   |
| -------- | ----------------- | ------------ |
| Tang 17' | (1–1) Jegyzőkönyv | Carrillo 10' |

| Mansiche Stadion, Trujillo Nézőszám: 18 000 Játékvezető: Kamikava Tóru (japán) |

| 2005. szeptember 16. 20:00 |

| Peru                  | 1–1               | Ghána                |
| --------------------- | ----------------- | -------------------- |
| Chávez 10' (11-esből) | (1–0) Jegyzőkönyv | Cárdenas 62' (öngól) |

| Mansiche Stadion, Trujillo Nézőszám: 21 100 Játékvezető: Frank De Bleeckere (belga) |

| 2005. szeptember 19. 15:30 |

| Ghána       | 1–1               | Costa Rica |
| ----------- | ----------------- | ---------- |
| Quartey 58' | (0–0) Jegyzőkönyv | Borges 47' |

| Mansiche Stadion, Trujillo Nézőszám: 15 000 Játékvezető: Jorge Larrionda (uruguayi) |

| 2005. szeptember 19. 18:15 |

| Peru | 0–1               | Kína     |
| ---- | ----------------- | -------- |
|      | (0–1) Jegyzőkönyv | Deng 13' |

| Mansiche Stadion, Trujillo Nézőszám: 20 000 Játékvezető: Óscar Ruiz (kolumbiai) |

| 2005. szeptember 22. 18:15 |

| Costa Rica                   | 2–0               | Peru |
| ---------------------------- | ----------------- | ---- |
| Solorzano 45+1' Elizondo 77' | (1–0) Jegyzőkönyv |      |

| Max Augustín Stadion, Iquitos Nézőszám: 25 000 Játékvezető: Mark Shield (ausztrál) |

| 2005. szeptember 22. 18:15 |

| Ghána      | 1–1               | Kína     |
| ---------- | ----------------- | -------- |
| Bukari 56' | (0–0) Jegyzőkönyv | Wang 60' |

| Miguel Grau Stadion, Piura Nézőszám: 15 320 Játékvezető: Alain Hamer (luxemburgi) |

### B csoport
| Csapat      | M | Gy | D | V | G+ | G– | Gk | P |
| ----------- | - | -- | - | - | -- | -- | -- | - |
| Törökország | 3 | 3  | 0 | 0 | 6  | 3  | +3 | 9 |
| Mexikó      | 3 | 2  | 0 | 1 | 6  | 2  | +4 | 6 |
| Ausztrália  | 3 | 1  | 0 | 2 | 2  | 5  | –3 | 3 |
| Uruguay     | 3 | 0  | 0 | 3 | 3  | 7  | –4 | 0 |

| 2005. szeptember 16. 14:15 |

| Uruguay | 0–2               | Mexikó                |
| ------- | ----------------- | --------------------- |
|         | (0–0) Jegyzőkönyv | Vela 47' Villaluz 54' |

| Nacional Stadion, Lima Nézőszám: 8000 Játékvezető: Alain Hamer (luxemburgi) |

| 2005. szeptember 16. 17:00 |

| Törökország | 1–0               | Ausztrália |
| ----------- | ----------------- | ---------- |
| Sahin 84'   | (0–0) Jegyzőkönyv |            |

| Nacional Stadion, Lima Nézőszám: 14 200 Játékvezető: Kevin Stott (USA) |

| 2005. szeptember 19. 15:30 |

| Mexikó                   | 3–0               | Ausztrália |
| ------------------------ | ----------------- | ---------- |
| Esparza 20' Vela 43' 79' | (2–0) Jegyzőkönyv |            |

| Nacional Stadion, Lima Nézőszám: 6000 Játékvezető: Horacio Elizondo (argentin) |

| 2005. szeptember 19. 18:15 |

| Uruguay                           | 2–3               | Törökország                       |
| --------------------------------- | ----------------- | --------------------------------- |
| Murat D. 28' (öngól) Figueroa 78' | (1–1) Jegyzőkönyv | Deniz 12' Özgürcan 80' Tevfik 84' |

| Nacional Stadion, Lima Nézőszám: 4000 Játékvezető: Mourad Daami (tunéziai) |

| 2005. szeptember 22. 15:30 |

| Ausztrália          | 2–1               | Uruguay      |
| ------------------- | ----------------- | ------------ |
| Burns 20' Kruse 83' | (1–1) Jegyzőkönyv | Figueroa 38' |

| Elias Aguirre Stadion, Chiclayo Nézőszám: 11 100 Játékvezető: Jerome Damon (Dél-afrikai) |

| 2005. szeptember 22. 15:30 |

| Mexikó     | 1–2               | Törökország                 |
| ---------- | ----------------- | --------------------------- |
| Guzmán 11' | (1–1) Jegyzőkönyv | Deniz 28' Caner Erkin 90+1' |

| Miguel Grau Stadion, Piura Nézőszám: 14 560 Játékvezető: Kamikava Tóru (japán) |

### C csoport
| Csapat           | M | Gy | D | V | G+ | G– | Gk | P |
| ---------------- | - | -- | - | - | -- | -- | -- | - |
| Egyesült Államok | 3 | 2  | 1 | 0 | 7  | 4  | +3 | 7 |
| Észak-Korea      | 3 | 1  | 1 | 1 | 6  | 4  | +2 | 4 |
| Olaszország      | 3 | 1  | 1 | 1 | 6  | 7  | –1 | 4 |
| Elefántcsontpart | 3 | 0  | 1 | 2 | 4  | 8  | –4 | 1 |

| 2005. szeptember 17. 10:00 |

| Elefántcsontpart                    | 3–4               | Olaszország                            |
| ----------------------------------- | ----------------- | -------------------------------------- |
| Diomande 27' Fofana 53' Kouassi 87' | (1–2) Jegyzőkönyv | Tiboni 21' 32' Mandorlini 86' Foti 89' |

| Elias Aguirre Stadion, Chiclayo Nézőszám: 14 800 Játékvezető: Subkhiddin Mohd Salleh (maláj) |

| 2005. szeptember 17. 12:45 |

| Egyesült Államok                      | 3–2               | Észak-Korea                       |
| ------------------------------------- | ----------------- | --------------------------------- |
| Soroka 13' Nakazawa 43' Zimmerman 72' | (2–1) Jegyzőkönyv | Choe Myong-Ho 24' Kim Kuk-Jin 86' |

| Elias Aguirre Stadion, Chiclayo Nézőszám: 15 200 Játékvezető: Jerome Damon (Dél-afrikai) |

| 2005. szeptember 20. 15:30 |

| Olaszország  | 1–3               | Egyesült Államok                     |
| ------------ | ----------------- | ------------------------------------ |
| Russotto 74' | (0–0) Jegyzőkönyv | Sarkodie 47' Nakazawa 67' Soroka 90' |

| Elias Aguirre Stadion, Chiclayo Nézőszám: 15 240 Játékvezető: Mark Shield (ausztrál) |

| 2005. szeptember 20. 18:15 |

| Elefántcsontpart | 0–3               | Észak-Korea                            |
| ---------------- | ----------------- | -------------------------------------- |
|                  | (0–3) Jegyzőkönyv | Choe M-H 9' (11-esből) 38' Kim K-I 44' |

| Elias Aguirre Stadion, Chiclayo Nézőszám: 14 500 Játékvezető: Frank De Bleeckere (belga) |

| 2005. szeptember 23. 15:30 |

| Egyesült Államok | 1–1               | Elefántcsontpart |
| ---------------- | ----------------- | ---------------- |
| Hall 4'          | (1–0) Jegyzőkönyv | Bamba 87'        |

| Nacional Stadion, Lima Nézőszám: 12 000 Játékvezető: Óscar Ruiz (kolumbiai) |

| 2005. szeptember 23. 15:30 |

| Olaszország | 1–1               | Észak-Korea |
| ----------- | ----------------- | ----------- |
| Palermo 92' | (0–1) Jegyzőkönyv | Kim K-J 22' |

| Mansiche Stadion, Trujillo Nézőszám: 10 000 Játékvezető: Mourad Daami (tunéziai) |

### D csoport
| Csapat    | M | Gy | D | V | G+ | G– | Gk  | P |
| --------- | - | -- | - | - | -- | -- | --- | - |
| Brazília  | 3 | 2  | 0 | 1 | 9  | 4  | +5  | 6 |
| Hollandia | 3 | 2  | 0 | 1 | 8  | 5  | +3  | 6 |
| Gambia    | 3 | 2  | 0 | 1 | 6  | 4  | +2  | 6 |
| Katar     | 3 | 0  | 0 | 3 | 4  | 14 | –10 | 0 |

| 2005. szeptember 17. 15:15 |

| Hollandia                                                        | 5–3               | Katar                                      |
| ---------------------------------------------------------------- | ----------------- | ------------------------------------------ |
| Emnes 6' 85' Buijs 30' (11-esből) Van der Kooij 58' Goossens 65' | (2–2) Jegyzőkönyv | Afif 11' (11-esből) Ali 31' Al Khalfan 83' |

| Miguel Grau Stadion, Piura Nézőszám: 20 800 Játékvezető: Mark Shield (ausztrál) |

| 2005. szeptember 17. 18:00 |

| Brazília | 1–3               | Gambia                                        |
| -------- | ----------------- | --------------------------------------------- |
| Igor 23' | (1–2) Jegyzőkönyv | Mansally 27' Ceesay 45' Jallow 74' (11-esből) |

| Miguel Grau Stadion, Piura Nézőszám: 22 300 Játékvezető: Marco Rodríguez (mexikói) |

| 2005. szeptember 20. 15:30 |

| Katar   | 1–3               | Gambia                                       |
| ------- | ----------------- | -------------------------------------------- |
| Ali 31' | (1–1) Jegyzőkönyv | Ceesay 24' Jallow 74' (11-esből) Jagne 90+2' |

| Miguel Grau Stadion, Piura Nézőszám: 18 424 Játékvezető: Subkhiddin Mohd Salleh (maláj) |

| 2005. szeptember 20. 18:15 |

| Hollandia          | 1–2               | Brazília          |
| ------------------ | ----------------- | ----------------- |
| Sindei 28' (öngól) | (1–1) Jegyzőkönyv | Igor 8' Ramón 60' |

| Miguel Grau Stadion, Piura Nézőszám: 20 749 Játékvezető: Kevin Stott (USA) |

| 2005. szeptember 23. 18:15 |

| Gambia | 0–2               | Hollandia                  |
| ------ | ----------------- | -------------------------- |
|        | (0–1) Jegyzőkönyv | Goossens 33' Marcellis 72' |

| Nacional Stadion, Lima Nézőszám: 17 000 Játékvezető: Jorge Larrionda (uruguayi) |

| 2005. szeptember 23. 18:15 |

| Katar | 0–6               | Brazília                                                         |
| ----- | ----------------- | ---------------------------------------------------------------- |
|       | (0–3) Jegyzőkönyv | Ramón 13' 45+2' Denílson 39' Roberto 57' Renato 58' Anderson 74' |

| Mansiche Stadion, Trujillo Nézőszám: 15 000 Játékvezető: Frank De Bleeckere (belga) |

## Egyenes kieséses szakasz
|  |                           |                  |                           |                           |   |             |                   |                   |                   |                   |               |       |       |
|  | Negyeddöntők              | Negyeddöntők     | Negyeddöntők              |                           |   | Elődöntők   | Elődöntők         | Elődöntők         |                   |                   | Döntő         | Döntő | Döntő |
|  | Negyeddöntők              | Negyeddöntők     | Negyeddöntők              |                           |   | Elődöntők   | Elődöntők         | Elődöntők         |                   |                   | Döntő         | Döntő | Döntő |
|  | szeptember 25. – Piura    |                  |                           |                           |   |             |                   |                   |                   |                   |               |       |       |
|  |                           |                  |                           |                           |   |             |                   |                   |                   |                   |               |       |       |
|  | A1                        | Costa Rica       | 1                         |                           |   |             |                   |                   |                   |                   |               |       |       |
|  | A1                        | Costa Rica       | 1                         | szeptember 29. – Chiclayo |   |             |                   |                   |                   |                   |               |       |       |
|  | B2                        | Mexikó           | 3                         |                           |   |             |                   |                   |                   |                   |               |       |       |
|  | B2                        | Mexikó           | 3                         |                           |   | Mexikó      | Mexikó            | 4                 |                   |                   |               |       |       |
|  | szeptember 26. – Trujillo |                  |                           |                           |   | Mexikó      | Mexikó            | 4                 |                   |                   |               |       |       |
|  |                           |                  | Hollandia                 | Hollandia                 | 0 |             |                   |                   |                   |                   |               |       |       |
|  | C1                        | Egyesült Államok | Hollandia                 | Hollandia                 | 0 | 0           |                   |                   |                   |                   |               |       |       |
|  | C1                        | Egyesült Államok |                           |                           |   | 0           | október 2. – Lima |                   |                   |                   |               |       |       |
|  | D2                        | Hollandia        | 2                         |                           |   |             |                   |                   |                   |                   |               |       |       |
|  | D2                        | Hollandia        | 2                         |                           |   | Hollandia   | Hollandia         | 2                 |                   |                   |               |       |       |
|  | szeptember 25. – Iquitos  |                  |                           |                           |   | Hollandia   | Hollandia         | 2                 |                   |                   |               |       |       |
|  |                           |                  | Törökország               | Törökország               | 1 |             |                   |                   |                   |                   |               |       |       |
|  | B1                        | Törökország      | Törökország               | Törökország               | 1 | 5           |                   |                   |                   |                   |               |       |       |
|  | B1                        | Törökország      | szeptember 29. – Trujillo |                           |   | 5           |                   |                   |                   |                   |               |       |       |
|  | A2                        | Kína             | 1                         |                           |   |             |                   |                   |                   |                   |               |       |       |
|  | A2                        | Kína             | 1                         |                           |   | Törökország | Törökország       | 3                 | Bronzmérkőzés     | Bronzmérkőzés     | Bronzmérkőzés |       |       |
|  | szeptember 26. – Iquitos  |                  |                           |                           |   | Törökország | Törökország       | 3                 | Bronzmérkőzés     | Bronzmérkőzés     | Bronzmérkőzés |       |       |
|  |                           |                  | Brazília                  | Brazília                  | 4 |             |                   | október 2. – Lima | október 2. – Lima | október 2. – Lima |               |       |       |
|  | D1                        | Brazília         | Brazília                  | Brazília                  | 4 | 3           |                   | október 2. – Lima | október 2. – Lima | október 2. – Lima |               |       |       |
|  | D1                        | Brazília         |                           |                           |   |             |                   | Mexikó            | Mexikó            | 3                 |               |       |       |
|  | C2                        | Észak-Korea      | 1                         |                           |   |             |                   | Mexikó            | Mexikó            | 3                 |               |       |       |
|  | C2                        | Észak-Korea      | 1                         |                           |   | Brazília    | Brazília          | 0                 |                   |                   |               |       |       |
|  |                           |                  |                           |                           |   | Brazília    | Brazília          | 0                 |                   |                   |               |       |       |

### Negyeddöntő
| 2005. szeptember 25. 16:00 |

| Costa Rica         | 1–3 (h. u.)                 | Mexikó                          |
| ------------------ | --------------------------- | ------------------------------- |
| Juárez 67' (öngól) | (0–0, 1–1, 1–2) Jegyzőkönyv | Juárez 88' Guzmán 96' Vela 109' |

| Miguel Grau Stadion, Piura Nézőszám: 14 724 Játékvezető: Subkhiddin Mohd Salleh (maláj) |

| 2005. szeptember 25. 19:00 |

| Törökország                                    | 5–1               | Kína   |
| ---------------------------------------------- | ----------------- | ------ |
| Tevfik 10' 88' Caner Erkin 33' 90+1' Şahin 54' | (2–0) Jegyzőkönyv | Gu 57' |

| Max Augustín Stadion, Iquitos Nézőszám: 24 000 Játékvezető: Marco Rodríguez (mexikói) |

| 2005. szeptember 26. 16:00 |

| Egyesült Államok | 0–2               | Hollandia         |
| ---------------- | ----------------- | ----------------- |
|                  | (0–1) Jegyzőkönyv | Sarpong 45+1' 84' |

| Mansiche Stadion, Trujillo Nézőszám: 9000 Játékvezető: Horacio Elizondo (argentin) |

| 2005. szeptember 26. 19:00 |

| Brazília                            | 3–1 (h. u.)                 | Észak-Korea |
| ----------------------------------- | --------------------------- | ----------- |
| Ramón 48' Celsinho 100' Igor 120+3' | (0–0, 1–1, 2–1) Jegyzőkönyv | Kim K-I 82' |

| Max Augustín Stadion, Iquitos Nézőszám: 25 000 Játékvezető: Alain Hamer (luxemburgi) |

### Elődöntő
| 2005. szeptember 29. 16:00 |

| Mexikó                                 | 4–0               | Hollandia |
| -------------------------------------- | ----------------- | --------- |
| Villaluz 33' 61' Moreno 50' Guzmán 90' | (1–0) Jegyzőkönyv |           |

| Elías Aguirre Stadion, Chiclayo Nézőszám: 16 800 Játékvezető: Mark Shield (ausztrál) |

| 2005. szeptember 29. 19:00 |

| Törökország                            | 3–4               | Brazília                                      |
| -------------------------------------- | ----------------- | --------------------------------------------- |
| Caner Erkin 45+2' Tevfik 70' Şahin 76' | (1–3) Jegyzőkönyv | Celsinho 1' Anderson 26' Marcelo 32' Igor 90' |

| Mansiche Stadion, Trujillo Nézőszám: 19 000 Játékvezető: Frank De Bleeckere (belga) |

### Bronzmérkőzés
| 2005. október 2. 15:00 |

| Hollandia        | 2–1               | Törökország |
| ---------------- | ----------------- | ----------- |
| Goossens 13' 88' | (1–0) Jegyzőkönyv | Şahin 90'   |

| Nacional Stadion, Lima Nézőszám: 35 000 Játékvezető: Jorge Larrionda (uruguayi) |

### Döntő
| 2005. október 2. 18:00 |

| Mexikó                          | 3–0               | Brazília |
| ------------------------------- | ----------------- | -------- |
| Vela 31' Esparza 33' Guzmán 86' | (2–0) Jegyzőkönyv |          |

| Nacional Stadion, Lima Nézőszám: 40 000 Játékvezető: Frank De Bleeckere (belga) |

## Díjak
| A 2005-ös U17-es labdarúgó-világbajnokság győztese |
| -------------------------------------------------- |
| · Mexikó · 1. cím                                  |

adidas Golden Ball
- Anderson
- Giovanni Dos Santos
- Nuri Şahin

adidas Golden Shoe
- Carlos Vela
- Nuri Şahin
- Tevfik Kose

FIFA Fair Play díj
- Észak-Korea

## Gólszerzők
| 5 gólos - Carlos Vela 4 gólos - Ever Guzmán - Ramon - Igor - John Goossens - Caner Erkin - Tevfik Kose - Nuri Şahin | 3 gólos - César Villaluz - Cal Kennedy - Choe Myong-Ho |